# Sagan Tosu
Maillots
Actualités
Le Sagan Tosu (サガン鳥栖) est un club japonais de football basé à Tosu dans la préfecture de Saga. Le club évolue en J. League 2.

## Historique
En 1997, le Sagan Tosu a été créé en tant que nouveau club qui reprend virtuellement Tosu Futures , devenu insolvable le mois précédent, et a admis participer à la Japan Football League de 1997 à 1998, ainsi qu'à la Coupe de la Ligue 1997.
En 1999, ils ont été admis dans la nouvelle J. League 2 en faisant partie des dix équipes d'origine, où ils sont restés jusqu'à leur promotion en J1 à la fin de la saison 2011. Les choses ont changé et ont commencé à devenir positives avec le nouveau président et chef de l'exploitation Minoru Takehara , qui est également propriétaire du club. 
Lors de leur première saison en J. League 1 en 2012, il termine 5e en contredisant tous les pronostics.
En 2013, ils ont atteint la demi-finale de la Coupe de l'Empereur 2013 pour la première fois dans l'histoire du club, devenant ainsi le premier club basé à Kyushu à se qualifier pour la demi-finale de la Coupe de l'Empereur depuis le Nippon Steel Yawata SC lors de l' édition 1981.
Le 10 juillet 2018, le club a conclu un accord avec l'ancien champion de la coupe du monde 2010, Fernando Torres. Ce dernier a inscrit 7 buts pour un total de 40 matchs sous les couleurs du club. 

## Palmarès
| Compétitions nationales                                                | Compétitions internationales |
| - Championnat du Japon de deuxième division (0) - Vice-champion : 2011 | - Néant                      |

## Joueurs et personnalités du club

### Entraîneurs
Le tableau suivant présente la liste des entraîneurs du club depuis 1997.
| Rang | Nom                | Période   |
| ---- | ------------------ | --------- |
| 1    | Hiroshi Sowa       | 1997-1999 |
| 2    | Kazuhiro Koso (en) | 2000-2001 |
| 3    | Hiroshi Soejima    | 2002      |
| 4    | Yoshinori Sembiki  | 2003      |

| Rang | Nom              | Période   |
| ---- | ---------------- | --------- |
| 5    | Ikuo Matsumoto   | 2004-2006 |
| 6    | Yasuyuki Kishino | 2007-2009 |
| 7    | Ikuo Matsumoto   | 2010      |
| 8    | Yoon Jong-hwan   | 2011-2014 |

| Rang | Nom                | Période       |
| ---- | ------------------ | ------------- |
| 9    | Megumu Yoshida     | 2014          |
| 10   | Hitoshi Morishita  | 2015          |
| 11   | Massimo Ficcadenti | 2016-2018     |
| 12   | Lluís Carreras     | 2019-mai 2019 |

| Rang | Nom           | Période       |
| ---- | ------------- | ------------- |
| 13   | Kim Myong-hwi | mai 2019-2022 |
| 14   | Kenta Kawai   | depuis 2022   |

### Joueurs emblématiques
- Mike Havenaar
- Edwin Uehara
- Baek Sung-dong
- Kim Kun-hoan
- Kim Min-woo
- Yoon Jong-hwan
- Moestafa El Kabir
- David Bisconti
- Fernando Torres

## Bilan saison par saison
Ce tableau présente les résultats par saison du Sagan Tosu dans les diverses compétitions nationales et internationales depuis la saison 1999.
| Saison | Championnat | Championnat | Championnat | Championnat | Championnat | Championnat | Championnat | Championnat | Championnat | Championnat | Coupe du Japon      | Coupe de la Ligue |
| Saison | Division    | Pos         | Pts         | J           | V           | N           | D           | BP          | BC          | Diff.       | Coupe du Japon      | Coupe de la Ligue |
| ------ | ----------- | ----------- | ----------- | ----------- | ----------- | ----------- | ----------- | ----------- | ----------- | ----------- | ------------------- | ----------------- |
| 1999   | J2 League   | 8e          | 37          | 36          | 12          | 2           | 22          | 52          | 64          | -12         | 3e tour             | 1er tour          |
| 2000   | J2 League   | 6e          | 48          | 40          | 15          | 5           | 20          | 41          | 52          | -11         | 3e tour             | 1er tour          |
| 2001   | J2 League   | 10e         | 32          | 44          | 10          | 4           | 30          | 45          | 82          | -37         | 4e tour             | 1er tour          |
| 2002   | J2 League   | 9e          | 41          | 44          | 9           | 14          | 21          | 41          | 64          | -23         | 3e tour             | -                 |
| 2003   | J2 League   | 12e         | 20          | 44          | 3           | 11          | 30          | 40          | 89          | -49         | 1er tour            | -                 |
| 2004   | J2 League   | 11e         | 35          | 44          | 8           | 11          | 25          | 32          | 66          | -34         | 4e tour             | -                 |
| 2005   | J2 League   | 8e          | 52          | 44          | 14          | 10          | 20          | 58          | 58          | 0           | 4e tour             | -                 |
| 2006   | J2 League   | 4e          | 79          | 48          | 22          | 13          | 13          | 64          | 49          | +15         | 4e tour             | -                 |
| 2007   | J2 League   | 8e          | 72          | 48          | 21          | 9           | 18          | 63          | 66          | -3          | 5e tour             | -                 |
| 2008   | J2 League   | 6e          | 64          | 42          | 19          | 7           | 16          | 50          | 51          | -1          | Quarts de finale    | -                 |
| 2009   | J2 League   | 5e          | 88          | 51          | 25          | 13          | 13          | 71          | 51          | +20         | 4e tour             | -                 |
| 2010   | J2 League   | 9e          | 51          | 36          | 13          | 12          | 11          | 42          | 41          | +1          | 3e tour             | -                 |
| 2011   | J2 League   | 2e          | 69          | 38          | 19          | 12          | 7           | 68          | 34          | +34         | 2e tour             | -                 |
| 2012   | J1 League   | 5e          | 53          | 34          | 15          | 8           | 11          | 48          | 39          | +9          | 2e tour             | Phase de groupe   |
| 2013   | J1 League   | 12e         | 46          | 34          | 13          | 7           | 14          | 54          | 63          | -9          | Demi-finales        | Phase de groupe   |
| 2014   | J1 League   | 5e          | 60          | 34          | 19          | 3           | 12          | 41          | 33          | +8          | Huitièmes de finale | Phase de groupe   |
| 2015   | J1 League   | 11e         | 40          | 34          | 9           | 13          | 12          | 37          | 54          | -17         | Quarts de finale    | Phase de groupe   |
| 2016   | J1 League   | 11e         | 46          | 34          | 12          | 10          | 12          | 36          | 37          | -1          | 4e tour             | Phase de groupe   |
| 2017   | J1 League   | 8e          | 47          | 34          | 13          | 8           | 13          | 41          | 44          | -3          | 3e tour             | Phase de groupe   |
| 2018   | J1 League   | 14e         | 41          | 34          | 10          | 11          | 13          | 29          | 34          | -5          | Quarts de finale    | Phase de groupe   |
| 2019   | J1 League   | 15e         | 36          | 34          | 10          | 6           | 18          | 32          | 53          | -21         | Quarts de finale    | Phase de groupe   |
| 2020   | J1 League   | 13e         | 36          | 34          | 7           | 15          | 12          | 37          | 43          | -6          | -                   | Phase de groupe   |
| 2021   | J1 League   | 7e          | 59          | 38          | 16          | 11          | 11          | 43          | 35          | +8          | 4e tour             | Phase de groupe   |
| 2022   | J1 League   | 11e         | 42          | 34          | 9           | 15          | 10          | 45          | 44          | +1          | 4e tour             | Phase de groupe   |
| 2023   | J1 League   | 14e         | 38          | 34          | 9           | 11          | 14          | 43          | 47          | -4          | 3e tour             | Phase de groupe   |
| 2024   | J1 League   | 20e         | 35          | 38          | 10          | 5           | 23          | 48          | 68          | -20         | 4e tour             | 1er tour          |
| Saison | Division    | Pos         | Pts         | J           | V           | N           | D           | BP          | BC          | Diff.       | Coupe du Japon      | Coupe de la Ligue |
| Saison | Championnat |             |             |             |             |             |             |             |             |             | Coupe du Japon      | Coupe de la Ligue |